# Henry County, Alabama
Henry County är ett administrativt område i delstaten Alabama, USA, med 17 302 invånare. Den administrativa huvudorten (county seat) är Abbeville. 

## Geografi
Enligt United States Census Bureau har countyt en total area på 1 471 km². 1 453 km² av den arean är land och 18 km² är vatten.

### Angränsande countyn
- Barbour County - nord
- Clay County, Georgia - nordöst
- Early County, Georgia - sydöst
- Houston County - syd
- Dale County - väst

### Orter
- Abbeville (huvudort)
- Dothan (delvis i Dale County, delvis i Houston County)
- Haleburg
- Headland
- Newville